# Basili (storico)
Basili (Βάσιλις; fl. III-II secolo a.C.) è stato uno storico greco antico, di epoca ellenistica.
Attivo tra il III e il II secolo a.C., compose una  Storia dell'India (Ἰνδικά).
Ne restano tre brevi frammenti trasmessi da Ateneo, Plinio il Vecchio e Agatarchide, dai quali si intuisce che l'opera aveva anche ambizioni letterarie.